# Xã Piney, Quận Oregon, Missouri
Xã Piney (tiếng Anh: Piney Township) là một xã thuộc quận Oregon, tiểu bang Missouri, Hoa Kỳ. Năm 2010, dân số của xã này là 2.505 người.